# الطريق الاجتنابي الرابع (الجزائر)
الطريق الاجتنابي الرابع لمدينة الجزائر أو الطريق السيار التيطري هو طريق سيار قيد الإنشاء يقع في الجزائر، يبلغ طوله 262 كيلومتر.

## المشروع
الطريق الاجتنابي الرابع الذي يمر بحوالي 80 كلم جنوب العاصمة الجزائرية (البرواقية) هو طريق سيار يسمح بعبور البلاد من الغرب إلى الشرق دون المرور عبر ولاية الجزائر.
يجب أن يقطع التقاطع مع الطريق السيار شرق-غرب عند نقطتين على مستوى المحول رقم 48 بخميس مليانة ورقم 27 باليشير.